# Carlos Mendo
Carlos Mendo (Madrid, 1933 - 23 de agosto de 2010) foi um jornalista espanhol. Fez parte da equipe fundadora do jornal espanhol El País. 

## Biografia
Carlos desistiu do Direito para dedicar-se na carreira de jornalismo, iniciando a mesma na Agência EFE na década de 1960 (de jornalista, também foi diretor-gerente desta empresa). Neste período também trabalhou na UPI (United Press International). Em 1972 entrou para o Grupo Prisa (empresa fundadora do Jornal El País) e em 1976 fez parte da primeira equipe de redação do jornal recém fundado El País. 
Pela excelência em algumas matérias, Mendo recebeu o Prêmio Wellington de jornalismo em 1971 e em 1988 o Prêmio da Associação de Imprensa Rodríguez Santamaría.